# InnoTrans

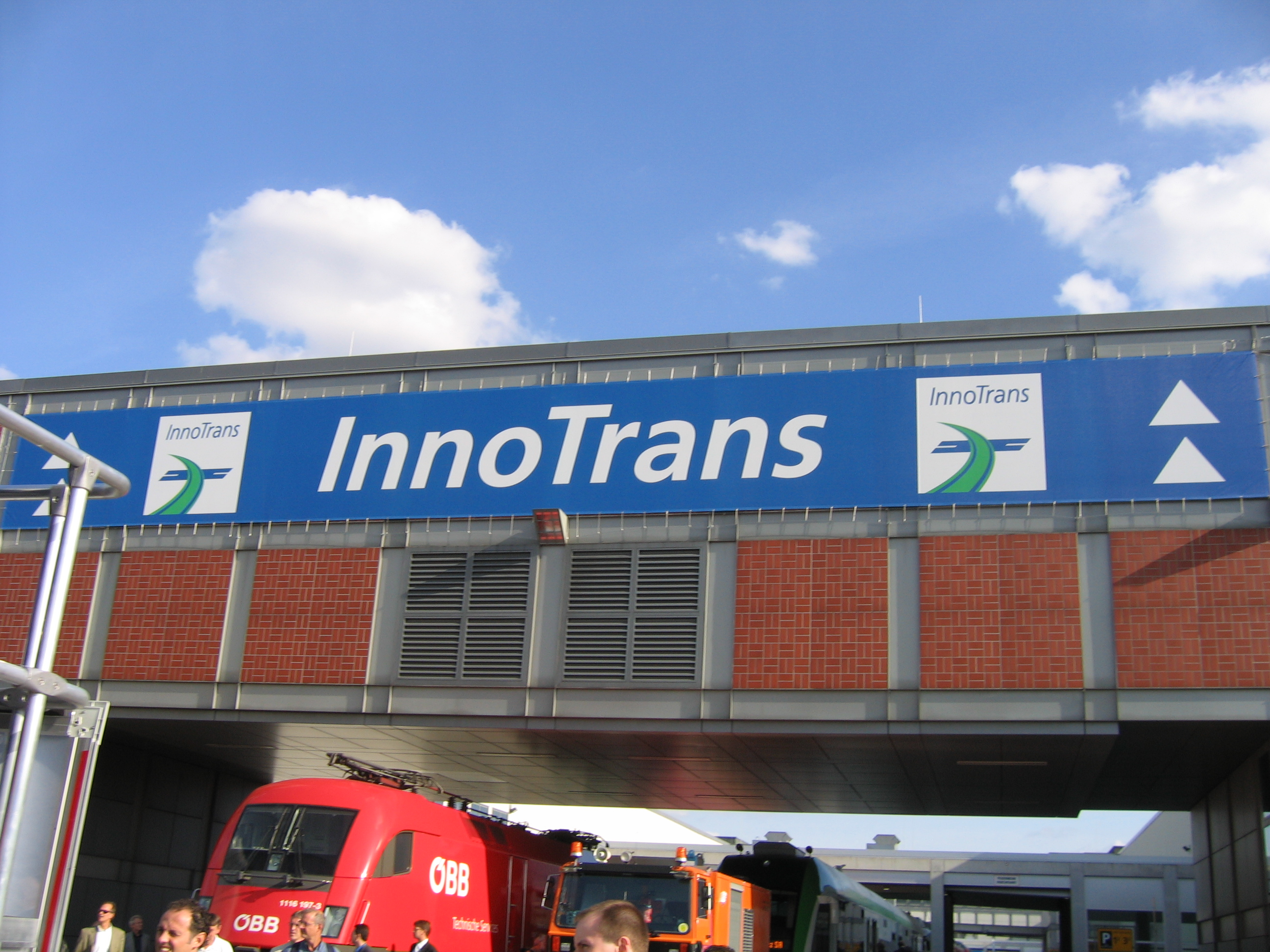
Venkovní expozice veletrhu Innotrans

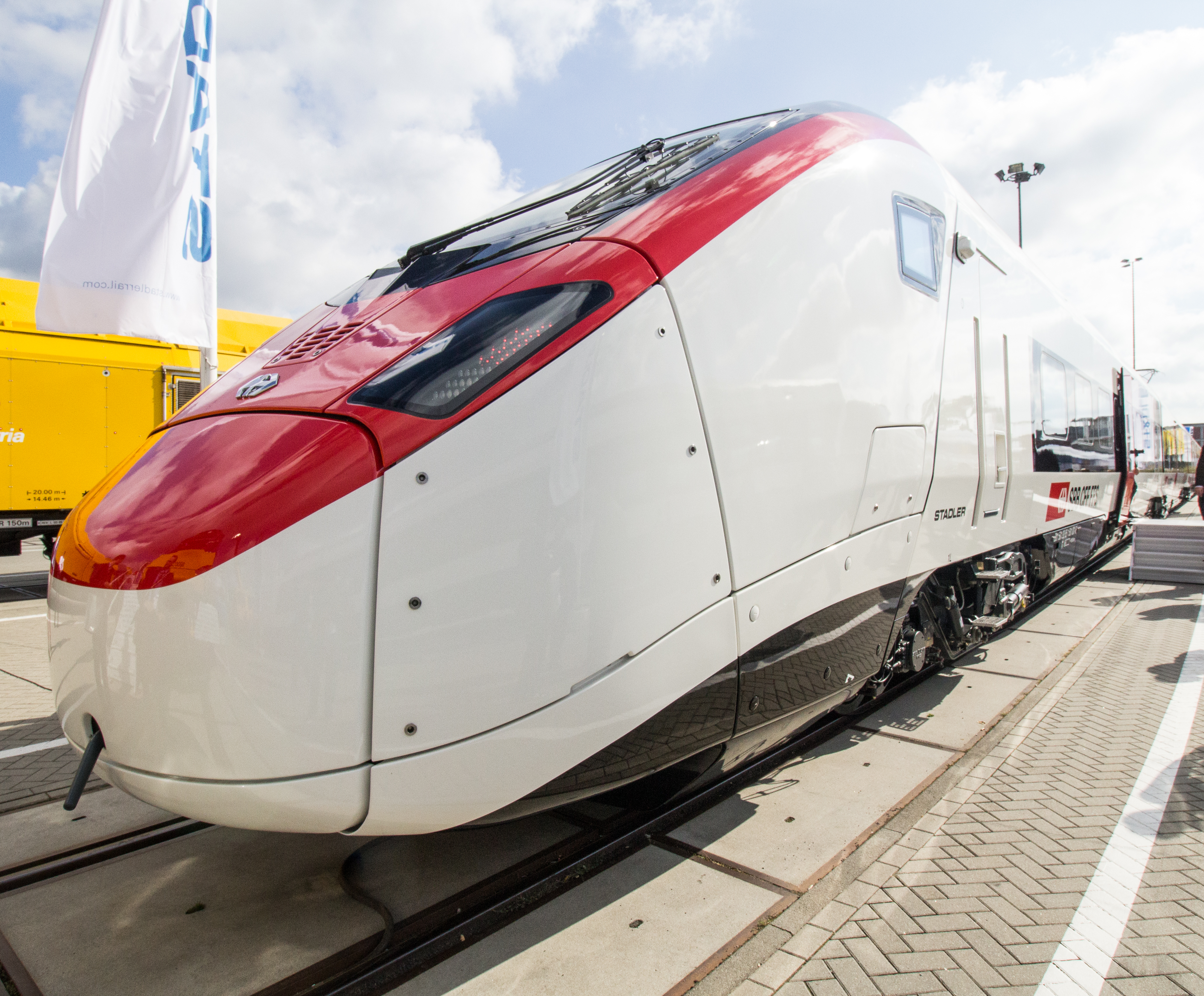
Stadler EC250 ve venkovní expozici

InnoTrans je největší světový veletrh zaměřený na železnici. Koná se ob dva roky v Berlíně. Veletrh se od roku 2000 koná v září, předchozí InnoTransy v roce 1996 a 1998 se konaly v říjnu. Vůbec první InnoTrans se konal od 15. do 20. října roku 1996. Od jeho založení stoupá počet vystavovatelů i velikost veletrhu, v roce 2018 zde vystavovalo 3 062 firem ze 60 zemí a veletrh navštívilo 153 421 odborných návštěvníků ze 149 zemí. Vlakové soupravy jsou vystaveny také ve venkovních prostorách výstaviště na 3,5 km dlouhé trati.
V letech, kdy se nekoná InnoTrans, se jako doplněk koná nový veletrh BUS2BUS, který je zaměřený na veřejnou dopravu.
V pořadí třináctý ročník veletrhu se měl konat od 22.–25. září 2020, ale z důvodu přetrvávající pandemie covidu-19 byl termín posunut na 27.–30. dubna 2021.
Ani v tomto termínu se ve veletrh neuskuteční a byl opět posunut na termín 20.–23. září 2022.

## Cílové skupiny a dny pro veřejnost
Hlavní cílovou skupinou veletrhu jsou dopravní společnosti a výrobci dopravní techniky. Vedle nich cílí veletrh i na stavební firmy, vědce a média. 
Veletrh Innotrans pořádá dny pro veřejnost, kdy jej mohou navštívit i návštěvníci, kteří nepracují v oboru. Tyto dny se zpravidla konají o víkendu a cena vstupenek pro laické návštěvníky je spíše symbolická. Do roku 2008 byl vstup na tyto dny zdarma, poté se cena průběžně zvýšila na 3 Eura. Veřejnosti je zpřístupněna venkovní expozice s vystavenými vozy a technikou. Pro návštěvníky je také připraven bohatý doprovodný program. 

## Odkazy

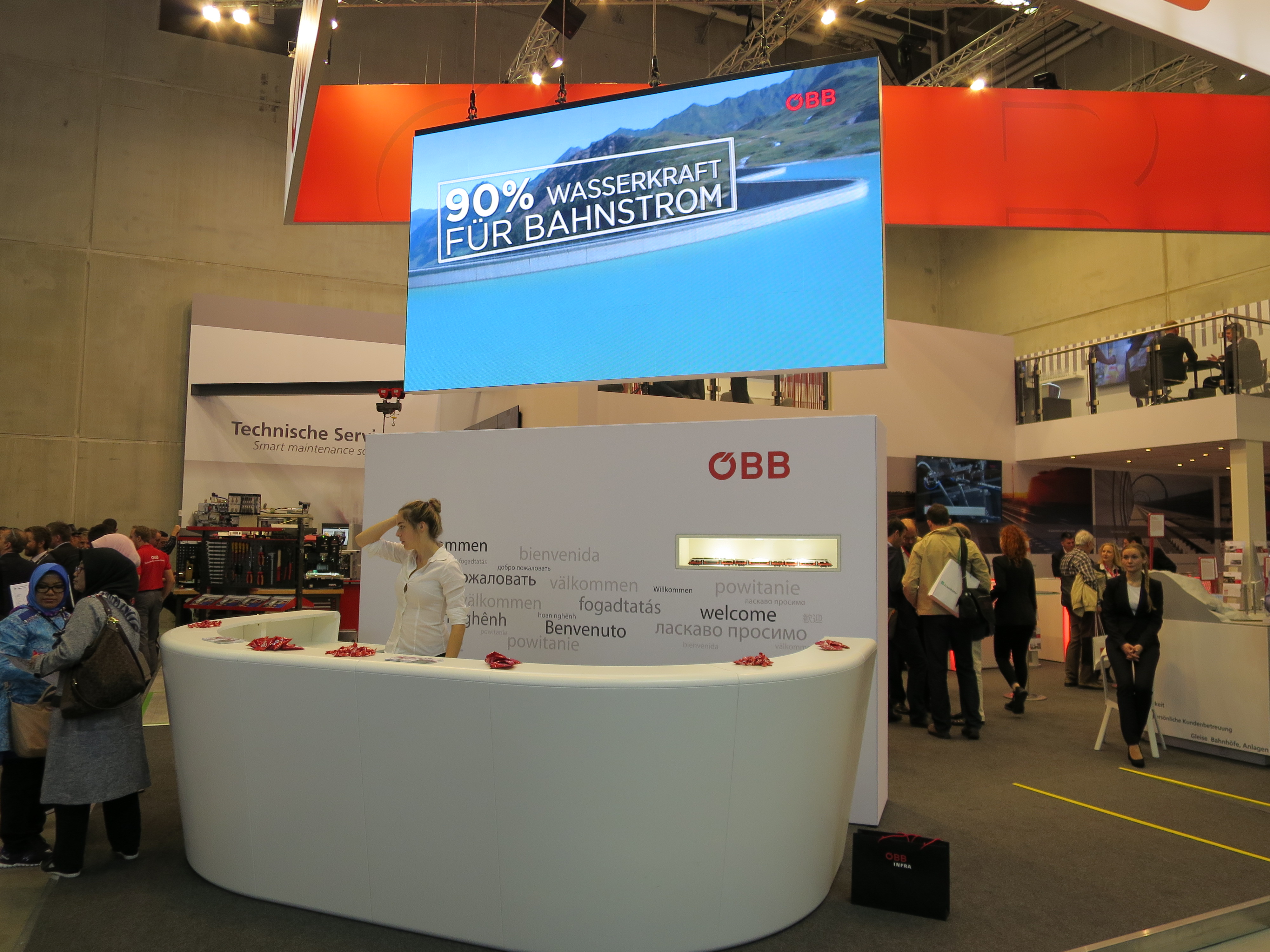
Pohled do jedné z hal veletrhu InnoTrans